# سندمن (مجموعه تلویزیونی)
سندمن (به انگلیسی: The Sandman) یک مجموعه تلویزیون اینترنتی آمریکایی در ژانر درام فانتزی است که براساس کتاب کمیکی به همین نام (۱۹۸۹–۱۹۹۶) نوشتهٔ نیل گیمن و محصول انتشارات دی‌سی کامیکس ساخته شده است. این سریال توسط گی‌من، دیوید اس. گویر و آلن هاینبرگ برای رسانهٔ جاری نتفلیکس ساخته شده است و به‌وسیلهٔ دی‌سی کامیکس و تلویزیون برادران وارنر تولید شده است. همانند کتاب کمیک، سندمن داستان شخصیت دیریم، قهرمان اصلی سندمن را روایت می‌کند. در این مجموعه تام استاریج در نقش دیریم، در کنار بازیگرانی همچون بوید هالبروک، ویوین آچامپونگ، پتن اسوالت، گوئندولین کریستی، دیوید تیولیس، جنا کولمن، و کربی هوول باپتست ایفای نقش می‌کنند.
فیلم‌نامه فصل اول این سریال توسط تد الیوت و تری روسیو با ادغام دو خط داستانی نخست رمان سندمن به‌نام‌های «پیش‌درآمدها و مناظر شب» و «خانهٔ عروسک» با یکدیگر به رشته تحریر درآمده است. ابتدا قرار بود فیلمبرداری مجموعه در اواخر مه ۲۰۲۰ آغاز شود، اما به دلیل دنیاگیری کووید-۱۹ به تعویق افتاد. سندمن در تاریخ ۵ اوت ۲۰۲۲ از نتفلیکس به نمایش درآمد و با واکنش‌های مثبتی از سوی منتقدان همراه بود، که عملکرد تیم بازیگری به خصوص استاریج و دیوید تیولیس، طراحی تولید، لباس، وفاداری به محتوای اصلی داستان، و جلوه‌های بصری مورد تحسین قرار گرفت، اگرچه منتقدان نسبت به سرعت پیشروی داستان انتقاداتی داشتند. مجموعه برای فصل دوم تمدید شد که در دو بخش در تاریخ‌های ۳ و ۲۴ ژوئیه ۲۰۲۵ جمعاً به تعداد یازده قسمت و همچنین یک قسمت اضافه در ۳۱ ژوئیه پخش شد. در ژانویه ۲۰۲۵ اعلام شد که این سریال با فصل دوم به پایان خواهد رسید.

## بازیگران

### اصلی
- تام استاریج در نقش مورفئوس / دیریم: پادشاه و تجسم رؤیا، کابوس، واقعیت و فرمانروای سرزمین دیریمینگ[۳][۴]
- بوید هالبروک در نقش کورینتیان (فصل ۱): کابوسی که از دیریمینگ فرار کرده است[۳]
- ویوین آچامپونگ در نقش لوسین: کتابدار دیریمینگ، و در غیاب وی سرپرست دیریمینگ[۴][۳]
- پتن اسوالت در نقش صداپیشه متیوی کلاغ: مأمور مخفی دیریم که تا زمان مرگش در حین خواب یک انسان بود و سپس توسط لوسین در هیئت یک کلاغ تناسخ یافت

### شخصیت‌های دوره‌ای
- دیوید تیولیس در نقش جان دی / دکتر دستینی (فصل ۱): پسر کریپس و رودریک برجس
- جنا کولمن در نقش جوهانا کنستانتین: یک کارآگاه علوم خفیه و از اجداد جان کنستانتین. کولمن به ایفای دو نسخه از این شخصیت می‌پردازد، یکی در سده هجدهم میلادی و دیگری در عصر حال.
- گوئندولین کریستی در نقش لوسیفر مورنینگ‌استار: فرمانروای جهنم. تجسم این سریال از لوسیفر، بسیار نزدیک‌تر به تصویر اصلی این شخصیت در کمیک‌ها است تا نقش او در مجموعه تلویزیونی لوسیفر (۲۰۱۶).
- کربی هوول باپتست در نقش دِث: تجسم مرگ و خواهر بزرگ، دانا و مهربان دیریم
- فردیناند کینگزلی در نقش هاب گدلینگ: دوست دیریم که برای چندین قرن زنده بوده و هر صد سال با او در کافه‌ای قرار می‌گذارد.
- سندرا جیمز یانگ در نقش یونیتی کینکید (فصل ۱): بانی خیر و مادر مادربزرگ رُز که اخیراً از خواب صد ساله خود بیدار شده است.
- کیو را در نقش رز واکر: زنی جوان که به دنبال برادر گمشده خود می‌گردد و در این بین طعمه کورینتیان می‌شود
- رزان جمال در نقش لایتا هال: دوست رز واکر و بیوه‌ای در سوگ همسرش هکتور هال
- ملیسانتی مائو در نقش کالیوپه: یکی از موزهای هومر، و همسر سابق اونیروس / دیریم
- آرتور دارویل در نقش ریچارد «ریک» مداک (فصل ۱): نویسنده‌ای ناموفق که کالیوپه را برخلاف میلش زندانی می‌کند
- مارک همیل صداپیشه شخصیت مروین سر کدو تنبلی: سرایدار سیگاری قصر دیریم که سری شبیه به کدوی هالووین دارد

### مهمان
- جولی ریچاردسون در نقش اتل کریپس: نامزد رودریک برجس و مادر جان دی
- چارلز دنس در نقش رودریک برجس: یک غیب‌گوی شارلاتان
- نینا وادیا در نقش مادر سرنوشت
- سعاد فارس در نقش مادر عجوزه
- دینیتا گوهیل در نقش دوشیزه سرنوشت
- آسیم چودهری در نقش هابیل: یکی از ساکنان سرزمین دیریمینگ، براساس هابیل در سفر پیدایش کتاب مقدس
- سانجیو بسکار در نقش قابیل: یکی از ساکنان سرزمین دیریمینگ و برادر هابیل، براساس قابیل در کتاب مقدس
- میسون الکساندر پارک در نقش دیزایر: نماد و تجسم آرزو، خواهر/برادر آندروجینی دیریم
- ادرین لستر در نقش دستینی (فصل ۲)، بزرگ‌ترین عضو خانواده اِندلس و تجسم سرنوشت و آزادی
- ازمه کرید مایلز در نقش دلیریوم (فصل ۲)، کوچکتر عضو خانوادهٔ اندلس و تجسم روان‌آشفتگی
- بری اسلوآنه در نقش دیستراکشن (فصل ۲)، عضو خانوادهٔ اندلس و تجسم نابودی
- کسی کلر در نقش مزیکین لی‌لین: دستیار و متحد وفادار لوسیفر مورنینگ‌استار
- جان کامرون میچل در نقش هال کارتر: دوست رز و میزبان آن‌ها در مهمانخانه
- استیون فرای در نقش گیلبرت: محافظ شخصی جذاب رز واکر
- ادی کارانجا در نقش جد واکر / سندمن: برادر کوچک رز
- دانا پرستون در نقش دیسپر: تجسم ناامیدی و وحشت، خواهر دیریم که با دیزایر دوقلو است
- لی‌لی ترورز و ریچارد فلش‌من در نقش‌های باربی و کین: دیگر مهمان‌های هال
- ایان مک‌نیس در نقش نوشیار
- سم هزلدین و لیسا اوهار در نقش‌های بارنابی و کلاریس
- بیل پترسون در نقش دکتر جان هتوی (فصل ۱)
- کلر هیگینز در نقش مد هتی، یک زن بی‌خانمان ۲۸۰ ساله و از آشنایان جوهانا کنستانتین
- سارا نایلز در نقش رزماری
- مارتین فورد در نقش دیو
- استیون برند در نقش مارش یانوفسکی (فصل ۱)
- لنی هنری صداپیشه شخصیت مارتین تن‌بونز: موجودی سحرآمیز شبیه به سگ که در رویاهای باربی ظاهر می‌شود.
- درک جاکوبی در نقش اراسموس فری: نویسندهٔ اساطیر یونانی و نخستین فردی که کالیوپه را اسیر کرد.